# Dlhé Pole
Dlhé Pole (em húngaro: Trencscénhosszúmező) é um município da Eslováquia, situado no distrito de Žilina, na região de Žilina. Tem 41,03 km² de área e sua população em 2018 foi estimada em 1.906 habitantes.

## Demografia
| Ano:        | 1994 | 2004   | 2014   | 2024   |
| ----------- | ---- | ------ | ------ | ------ |
| Broj ljudi: | 2157 | 2039   | 1934   | 1939   |
| Razlika:    |      | -5,47% | -5,14% | +0,25% |

| Ano:               | 2023 | 2024   |
| ------------------ | ---- | ------ |
| Número de pessoas: | 1921 | 1939   |
| Diferença:         |      | +0,93% |